# Amegilla hastula
Amegilla hastula es una especie de abeja excavadora perteneciente al género Amegilla, categorizada en la tribu Anthophorini, de la subfamilia Apinae.
Fue descrita científicamente por el entomólogo francés Arthur Louis Marie Joseph Vachal en 1909. Aparece registrada y publicada en una sección de Collections Recueillies par M. le Baron Maurice de Rothschild Dans L’Afrique Orientale: Insectes hyménoptères : Mellifères. Bulletin Du Muséum National D’Histoire Naturelle, Vol. 15, No. 8 de 1909.

## Distribución
La especie se distribuye por África, en Etiopía y Eritrea.